# كفرانتين
كفرانتين  قرية سوريّة تتبع إداريّاً لمحافظة حلب منطقة جبل سمعان ناحية دارة عزة، بلغ تعداد سكانها 844 نسمة حسب التعداد السكاني لعام 2004.